# Advances in High Energy Physics
Advances in High Energy Physics is een internationaal, aan collegiale toetsing onderworpen open access wetenschappelijk tijdschrift op het gebied van de deeltjesfysica.
De naam wordt in literatuurverwijzingen meestal afgekort tot Adv. High Energy Phys.
Het wordt uitgegeven door Hindawi Publishing Corporation.
Het eerste nummer verscheen in 2007.